# O Dia Seguinte (SIC Notícias)
O Dia Seguinte foi um programa desportivo português, produzido e exibido pela SIC Notícias, que ia ao ar nas noites de segunda-feira, após a Edição da Noite. Estreou em 18 de agosto de 2003 com a apresentação de Pedro Mourinho, falava sobre futebol e tudo o que se passou na jornada anterior da Liga Portuguesa. Era o líder de audiências em programas neste segmento de oferta, sendo um dos programas mais vistos do canal.

## Sinopse
Três comentadores, mediados por um moderador, opinam sobre o clube do seu coração (Benfica, Porto e Sporting) Pela última vez contava como comentadores, Paulo Farinha Alves (Sporting), José Guilherme Aguiar (Porto) e Rui Gomes da Silva (Benfica), sendo Paulo Garcia o moderador. Anteriormente, já contou com comentadores como Fernando Seara, Sílvio Cervan, Rogério Alves, Dias Ferreira e Rui Oliveira e Costa, tendo já tido como moderador David Borges.
O programa terminou em 27 de julho de 2020, por conta do impacto da pandemia de COVID-19 no desporto e, segundo a SIC, os constrangimentos deveram-se ao "ambiente de toxicidade no futebol".

## Apresentadores
- Pedro Mourinho (2003-2006)
- David Borges (2006-2007)
- Paulo Garcia
- João Abreu

## Comentadores
Do Sport Lisboa e Benfica
- Fernando Seara (2003-2009)
- Sílvio Cervan (2009-2010)
- Rui Gomes da Silva (2010-2019)
- Rodrigo Roquette (2019-2020)

Do Sporting Clube de Portugal
- Dias Ferreira (2003-2013)
- Paulo Andrade (2011)
- Rui Oliveira e Costa (2013-2014)
- Rogério Alves (2014-2017)
- Paulo Farinha Alves (2017-2019)
- Vasco Mendonça (2019-2020)

Do Futebol Clube do Porto
- José Guilherme Aguiar (2003-2019)
- Pedro Marques Lopes (2019-2020)